# Садоягодное
Садоягодное — посёлок в Кунгурском районе Пермского края в составе Голдыревского сельского поселения.

## География
Посёлок находится в южной части Кунгурского района примерно в 9 километрах от центра Кунгура на юг.

## Климат
Климат умеренно-континентальный с продолжительной снежной зимой и коротким, умеренно-тёплым летом. Средняя температура июля составляет +17,8 °С, января −15,6 °С. Среднегодовая температура воздуха составляет +1,3 °С. Средняя продолжительность периода с отрицательными температурами составляет 168 дней и продолжительность безморозного периода 113 дней. Среднее годовое количество осадков составляет 539 мм.

## История
Возник в 1932 году при Кунгурском учебно-производственном садоягодном и пчеловодческом комбинате.

## Население
Постоянное население составляло 476 человек в 2002 году (89 % русские), 390 человек в 2010 году.